# 三式軽戦車
試製三式軽戦車 ケリは1943年（皇紀2603年）に開発された大日本帝国陸軍の軽戦車。

## 概要
九七式中戦車が新砲塔へ切り替えられていったことと、一式中戦車の配備により旧型砲塔や戦車砲が余剰となった。そこでこれを活用するため、九五式軽戦車に砲塔を転用することが研究された。三式軽戦車は、九五式軽戦車の砲塔はそのままに、主砲を九七式中戦車と同じ九七式五糎七戦車砲に換装したものである。砲塔や車体に対する大幅な改造は施されていない。実物は完成したが砲塔内のスペースが大幅に減少し、常人では外部から入ることすら困難になり、実用性に欠けていたため試作のみに終わった。実戦には未参加。
本車の後に試作された四式軽戦車では九七式中戦車の砲塔そのものを移設し、問題を解消している。